# 鄭萬隆
鄭萬隆（1944年—），河北安次人。生於黑龍江瑗琿，中华人民共和国作家。

## 生平
1951年到北京讀書。1963年畢業於北京化工學校，後到北京農藥廠工作。同年首次在《北京晚報》發表詩作〈香飄京城〉。1974年調任北京出版社文藝編輯室編輯，後任《十月》雜誌副主編。曾任中國作家協會會員、作協北京分會理事。

## 作品
主要作品有中、短篇小說集《鄭萬隆小說選》、《明天行動》、《生命的圖騰》、《紅葉在山那邊》、《有人敲門》、《當代青年三部曲》等和長篇小說《響水灣》。此外，寫有一系列以黑龍江邊的淘金者和獵手的生活為主的小說，揭示了人性的本質，有「尋根小說」之稱。